# Javier Díaz Orihuela
Manuel Javier Díaz Orihuela (Arequipa, 24 de diciembre de 1932) es un ingeniero civil y político peruano. Dirigente histórico de Acción Popular, fue senador en 2 periodos y diputado por Arequipa de 1963 hasta 1968. También ejerció como secretario general del partido entre 2000 y 2001.

## Biografía
Nació en la ciudad de Arequipa, el 24 de diciembre de 1932.
Realizó sus estudios primarios y secundarios en el Colegio Militar Leoncio Prado en la ciudad de Lima. Luego, se graduó como ingeniero civil en la Universidad Nacional de Ingeniería en 1957.
Fue decano del Colegio de Ingenieros del Perú en 1990. Su labor institucional fue reconocida y por ello le confirieron la condecoración de La Orden de la Ingeniería, en el más alto grado.

## Carrera política
A sus 23 años de edad, Díaz participó activamente en la primera campaña presidencial de Fernando Belaúnde Terry. Junto a él, quien era también su maestro en las aulas universitarias, fundó el partido político Acción Popular.

### Diputado
En 1963, fue elegido como diputado de la República en representación del departamento de Arequipa por la Alianza Acción Popular-Democracia Cristiana. Sin embargo, su cargo fue interrumpido debido al golpe de Estado en octubre de 1968 por el general Juan Velasco Alvarado.

### Senador
Tras la caída de Velasco y el retorno a la democracia con el triunfo de Fernando Belaúnde en las elecciones generales de 1980, convocadas por Francisco Morales Bermúdez, Díaz regresó a la política como candidato al Senado de la República por Acción Popular y resultó elegido para el periodo parlamentario 1980-1985.
Durante este, fue autor de la iniciativa del voto preferencial donde luego se convertiría en ley. Ejerció como vicepresidente de la Mesa Directiva en 1985. Posteriormente, el Senado presidido por el líder aprista Luis Alberto Sánchez, le condecoró con la Medalla del Congreso.
Fue reelegido en las elecciones de 1985 para el periodo 1985-1990.
Intentó ser reelegido nuevamente en las elecciones de 1990 por el Frente Democrático, sin embargo, no resultó elegido. De igual manera en las elecciones del 2000 y en las elecciones del 2001.
Durante el gobierno transitorio de Valentín Paniagua, Díaz ejerció como secretario general del partido desde el 2000 hasta el 2001. Fue opositor al gobierno de Alberto Fujimori.